# Dan Bowden

a Compétitions nationales et continentales officielles uniquement.

Dernière mise à jour le 13 mars 2018.
Daniel Russell Bowden dit Dan Bowden, né le 1er avril 1986 à Auckland, est un joueur de rugby à XV néo-zélandais qui évolue au poste de demi d'ouverture. Il joue au sein de l'effectif d'Auckland en Mitre 10 Cup depuis 2017.